# Ґуннлауґ Лейвсон
Ґуннлауґ Лейвсон (ісл. Gunnlaugr Leifsson) — ісландський монах-бенедиктинець Тінґейрарського монастиря. Автор життєпису конунга Олафа Трюґґвасона. Цю працю використав відомий Сноррі Стурлусон у своєму творі «Коло Земне» (бл. 1230). Історики вважають його автором латиномовного твору «Пасмо про Торвальда Мандрівника» на початку ХІІІ ст., оригінал якого не зберігся, але до наших днів дійшла ісландська версія, яку датують кінцем ХІІІ ст.